# Rick Adelman
Pour les articles homonymes, voir Adelman.
Rick Adelman, né le 16 juin 1946 à Lynwood, est un joueur et entraîneur de basket-ball. Il joue dans plusieurs franchises de la NBA. Il est ensuite entraîneur de plusieurs franchises NBA : les Trail Blazers de Portland, Warriors de Golden State, Kings de Sacramento, Rockets de Houston, et de 2011 à 2014 des Timberwolves du Minnesota.

## Biographie

### Carrière de joueur
Il quitte son université, Loyola Marymount, en 1968, après avoir été sélectionné en 79e position (7e tour) de la draft 1968 de la NBA par les Rockets de San Diego. Il joue deux saisons avec cette franchise avant de rejoindre les Trail Blazers de Portland lors de la draft d'expansion de 1970.
Adelman évolue pendant trois saisons avec sa nouvelle équipe. Il évolue ensuite avec les Bulls de Chicago, puis Jazz de La Nouvelle-Orléans et Kings de Kansas City. Il termine sa carrière de joueur en 1975.

### Carrière d'entraîneur
Il entame sa carrière d'entraîneur en s'occupant d'une équipe de « College » à Salem de 1977 à 1983. Il est alors recruté pour un poste d'assistant par l'entraîneur des Trail Blazers de Portland, Jack Ramsay. Il est conservé à son poste après l'éviction de son entraîneur et officie alors sous la direction de Mike Schuler. Lors de la saison 1988-89, celui-ci est démis à son tour et Adelman prend sa place en tant qu'intérim. Malgré une saison de 39 victoires pour 43 défaites, il conduit son équipe au play-offs, ce qui convainquit ses dirigeants de lui octroyer le poste pour la saison suivante.
Avec 59 victoires pour 23 défaites, il conduit de nouveau son équipe en play-offs lors de la saison suivante. Les Blazers atteignent les finales NBA, face aux Pistons de Détroit, menés par Isiah Thomas, qui remportent le titre par 4 victoires à 1.
Lors de la saison suivante, un meilleur bilan lors de la saison régulière conduit Portland aux play-offs. Le club joue de nouveau la finale de conférence Ouest, battu par les Lakers de Los Angeles.
La saison 1991-1992, Portland retrouve les finales NBA, face aux Bulls de Chicago de Michael Jordan. Ceux-ci remportent la série par 4 victoires à 2.
Il évolue deux nouvelles saisons avec Portland, sanctionnées par une élimination au premier tour des play-offs. À l'issue de la dernière saison, il est démis de ses fonctions.
Il retrouve un poste d'entraîneur de NBA dès 1995 où il est recruté par les Warriors de Golden State. Malheureusement, le succès n'est pas au rendez-vous et après deux saisons sans play-offs, il est remercié par la franchise californienne.
Il retrouve les parquets en 1998 avec les Kings de Sacramento. Sous sa direction, ceux-ci rejoignent les play-offs chaque saison, perdant au premier tour en 1999 et 2000, puis au deuxième tour en 2001. La saison suivante, le club atteint les finales de Conférence, battu par les Lakers de Shaquille O'Neal et de Kobe Bryant sur le score de 4 à 3.
Les deux saisons suivantes, les Kings échouent au deuxième tour, face à Dallas puis Minnesota. Puis en 2004-05, ce sont les SuperSonics de Seattle qui éliminent les Kings au premier tour.
Pour sa dernière saison de contrat, les Kings terminent à la huitième place de la conférence Ouest à l'issue de la phase régulière. Il retrouve alors le tenant du titre, les Spurs de San Antonio, qui remportent la série sur le score de 4 à 2. Son contrat n'est finalement pas renouvelé.
Cinq jours après la démission de Jeff Van Gundy, il est nommé au poste d'entraîneur des Rockets de Houston pour la saison 2007-08. L'équipe, qui apparaît comme l'un des favoris de la Conférence Ouest, connaît un début de saison difficile. Puis le club réalise la deuxième série de victoires la plus longue de l'histoire de la NBA, et ce malgré la blessure de son joueur majeur, Yao Ming. Dans une conférence très concurrentielle, les Rockets atteignent les play-offs mais échouent lors du premier tour face au club d'Utah.
En avril 2011, Adelman et ses dirigeants se mettent d'accord pour ne pas poursuivre leur coopération. En septembre de la même année, il signe avec la franchise des Timberwolves du Minnesota.
En avril 2013, il devient le huitième entraîneur à atteindre le nombre de 1 000 victoires en carrière, après Don Nelson, détenteur du record avec 1 335 victoires, Lenny Wilkens, Jerry Sloan, Pat Riley, Phil Jackson, George Karl et Larry Brown.
Un an plus tard, le 21 avril 2014, Adelman annonce sa retraite après une nouvelle saison sans playoffs pour les Wolves.
Son fils David, né en 1981, est entraîneur de basket-ball.